# Ворцинское (сельское поселение)

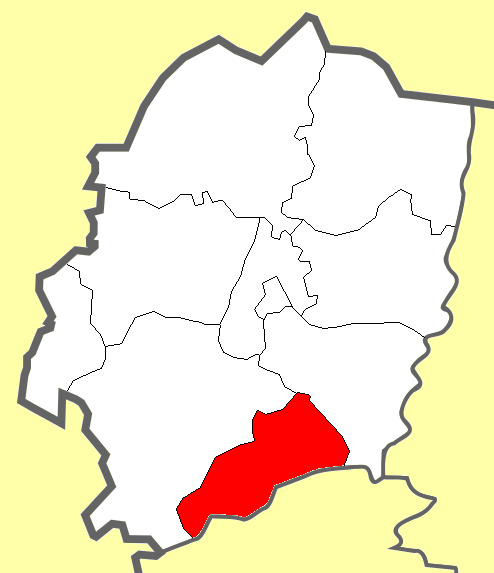
Ворцинское сельское поселение

Ворцинское — упразднённое муниципальное образование со статусом сельского поселения в составе Ярского района Удмуртии.
Административный центр — деревня Ворца.
Преобразован из Ворцинского сельсовета.
Законом Удмуртской Республики от 11.05.2021 № 42-РЗ к 25 мая 2021 года упразднено в связи с преобразованием муниципального района в муниципальный округ.

## Состав
В состав сельского поселения входили 7 населённых пунктов:
- деревня Ворца
- деревня Бердыши
- деревня Васепиево
- деревня Дусыково
- деревня Зянкино
- деревня Логошур
- деревня Меметово

## Население
| 2010 | 2012 | 2013 | 2014 | 2015 | 2016 | 2017 |
| ---- | ---- | ---- | ---- | ---- | ---- | ---- |
| 587  | ↘565 | ↘515 | ↘479 | ↘430 | ↘428 | ↘416 |
| 2018 | 2019 | 2020 |      |      |      |      |
| ↘392 | ↘368 | ↘341 |      |      |      |      |